# Альфштедт
Альфштедт (нем. Alfstedt) — община в Германии, в земле Нижняя Саксония.
Входит в состав района Ротенбург-на-Вюмме. Подчиняется управлению Гестеквелле. Население составляет 838 человек (на 31 декабря 2010 года). Занимает площадь 16,22 км².